# Tong zi dan

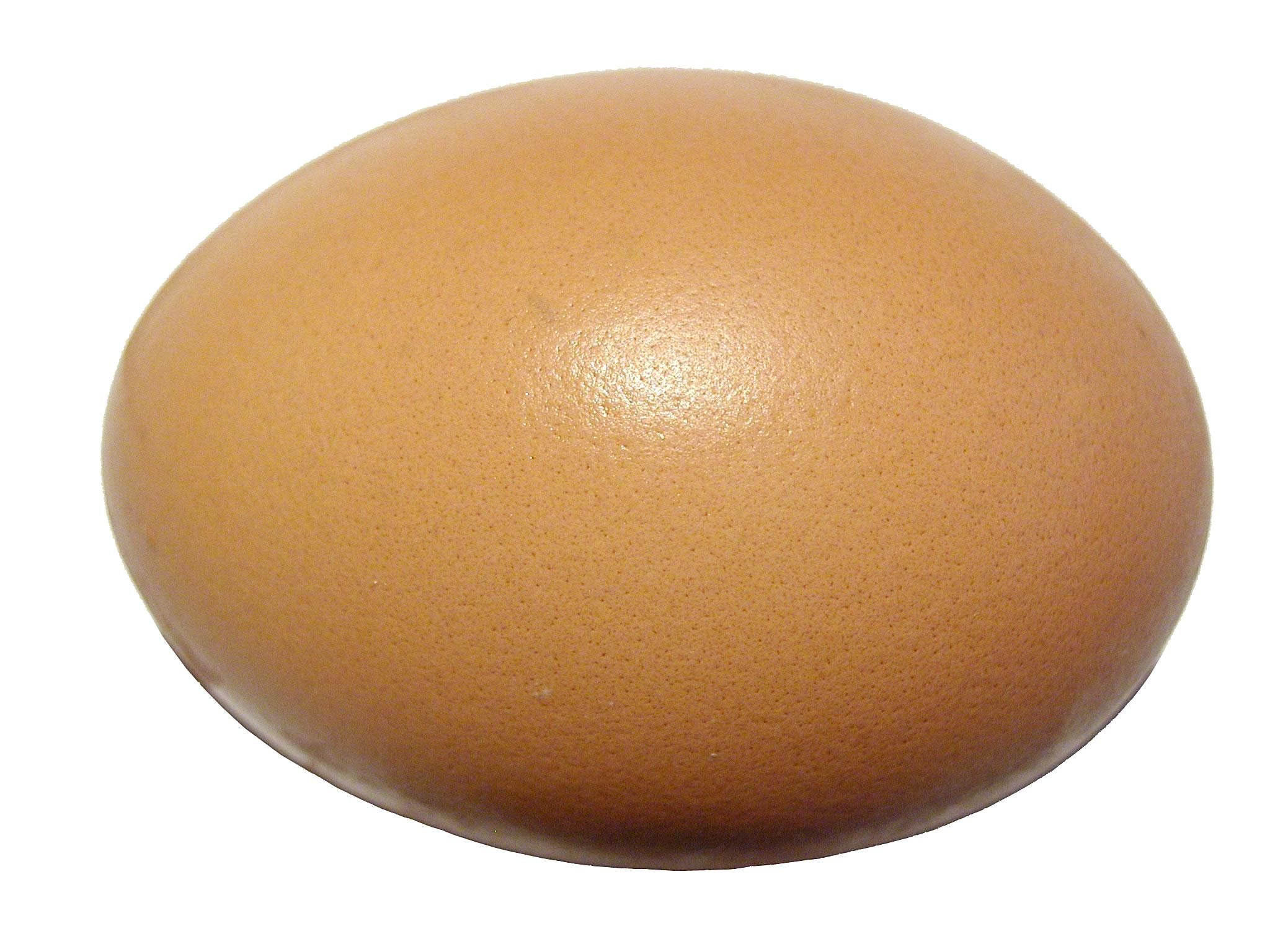
Un huevo común que es después hervido en orina para obtener el Tong zi dan

El tong zi dan (en chino tradicional 鸡蛋, en chino simplificado 尿童子, literalmente huevos de niño virgen) son una delicia tradicional de Dongyang, una de las 22 provincias de la República Popular China, que consiste en la cocción de huevos de gallina en un elemento especial, la orina de niños pequeños menores de 10 años. Cada año, al inicio de la primavera, se recoge la orina de niños en edades prepuberales, preferiblemente menores de 10 años, y se usa para hervir huevos. Los huevos son después vendidos por 1,50 yuanes la unidad, alrededor del doble del precio de un huevo cocido normal. En 2008, Dongyang reconoció los huevos como Patrimonio cultural inmaterial de la Humanidad local.

## Preparación
La orina es recogida en los baños de los colegios o bien de los mismos niños, que orinan directamente en cubos de recogida especialmente designados. Los huevos son después sumergidos y cocidos en la orina. Los caparazones, en cambio, se rompen y se cuecen a fuego más lento, como los "huevos del té". Se tarda todo en un día en cocinar el Tong zi dan.

## Uso en la medicina tradicional china
Los residentes de Dongyang consideran que, gracias a la alimentación de este plato en particular, los huevos disminuyen la temperatura del cuerpo humano, favoreciendo una mejor circulación sanguínea y que en general, revitalizan el cuerpo. Según la medicina china tradicional, se puede tratar la deficiencia del yin, disminuyendo la temperatura interna del cuerpo humano, favoreciendo así pues la circulación sanguínea y eliminando la estasis sanguínea."

## Controversia
Según algunos medios, la tradición es insalubre y no tiene justificación alguna.